# Juri Wladimirowitsch Solomko
Juri Wladimirowitsch Solomko (russisch Юрий Владимирович Соломко; * 17. Februar 1939 in der Sowjetunion; † 20. Juli 2022 in München, Deutschland) war ein russischer Handballspieler, Feldhandballspieler und Handballtrainer.

## Karriere
Juri Solomko spielte zunächst Basketball. Mit der russischen Auswahl erreichte der nur 1,73 m große Center den zweiten Platz bei der Völker-Spartakiade 1956. Danach wurde er vom Arzt der Handballnationalmannschaft zum Handball eingeladen. Als Student des Moskauer Elektrotechnischen Instituts für Kommunikation wurde er Teil der Universitätsmannschaft MEPhI, die im Verein Trud Moskau aufging. Mit diesem wurde der linke Außenspieler 1961 sowjetischer Meister im 11 gegen 11 auf dem Großfeld. 1968 wurde er in die Weltauswahl berufen. Mit dem SK Kunzewo wurde er 1966, 1967 und 1969 sowjetischer Meister in der Halle.
Für die sowjetische Nationalmannschaft bestritt er 56 Länderspiele, in denen er 108 Tore erzielte. Nach dem neunten Platz bei der Weltmeisterschaft 1970 wechselte Nationaltrainer Anatolyj Ewtuschenko die gesamte Mannschaft aus. Anschließend gewann Solomko, dessen Mutter in einem Eisenbahnkrankenhaus arbeitete, mit der russischen Eisenbahnernationalmannschaft die Weltmeisterschaft in Minden. Beim Bankett erhielt der deutschsprachige Solomko das Angebot, als Spielertrainer in Minden zu arbeiten. Er erhielt ein schriftliches Angebot über zwei Jahre. Der zuständige Sportausschuss der Gewerkschaft für Sportspiele genehmigte ihm zunächst nur ein Jahr ohne Begleitung seiner Frau.
Gleichzeitig unterbreitete man ihm das Angebot, den neugegründeten Armeeklub ZSKA Moskau und die Juniorennationalmannschaft zu trainieren. Da er zu diesem Zeitpunkt den Rang eines Oberleutnants besaß, was für den Armeeklub nicht repräsentativ genug erschien, machte er seinen ehemaligen Mitspieler, Major Juri Predecha, zum Cheftrainer. Ab 1977 wurde er selbst erster Trainer, sein ehemaliger Spieler Waleri Melnik sein Assistent. Unter seiner Leitung gewann Moskau 1973, 1976, 1977, 1978, 1979, 1980, 1982 und 1983 die sowjetische Meisterschaft. Im Europapokal der Landesmeister 1982/83 unterlag seine Mannschaft dem VfL Gummersbach im Finale nach einer 15:19-Heimniederlage und einem 14:13-Auswärtssieg. 1985 wurde er kurzzeitig entlassen und Melnik übernahm. Solomko trainierte in dieser Zeit eine sowjetische Armeesportgruppe in Madagaskar, wo er Gewichtheber, Boxer, Leichtathleten und Fußballer betreute, darunter Elvīra Ozoliņa und Jānis Lūsis. Vor dem Halbfinale im Europapokal der Pokalsieger 1984/85 wurde er von einem General wieder als Cheftrainer eingesetzt. Im Finale gewann ZSKA das Heimspiel gegen den FC Barcelona mit 30:23. Vor dem Rückspiel schickte ihn der General wieder nach Madagaskar. Ohne Solomko verlor Moskau mit 20:27 in Barcelona und verpasste den Titel aufgrund der Auswärtstorregel. Seine Handballmannschaft in Madagaskar hingegen gewann die nationale Meisterschaft.
Nach dreieinhalb Jahren kehrte er nach Moskau zurück. Dort wurde er von Juri Klimow zum dritten Trainer bei MAI Moskau berufen. Nach der Weltmeisterschaft 1990 übernahm er den jugoslawischen Verein RK Roter Stern Belgrad. Kurz darauf begannen die Jugoslawienkriege und Solomko zog nach Österreich. Dort trainierte er den Handballclub Fivers Margareten, während seine Tochter bei Hypo Niederösterreich spielte. Mit seiner Frau gründete er ein Unternehmen. 2009 gewann er als Trainer gemeinsam mit Melnik mit der russischen ü45-Nationalmannschaft die Europameisterschaft in Kolding. Ein Jahr darauf spielte die Auswahl in Italien. Melnik, der Sportdirektor beim russischen Verein „Nara“ in Naro-Fominsk war, holte Solomko als Trainer für zwei Jahre zu sich. Anschließend zog die Familie nach München. Hier führte er die Jugendmannschaft seines Enkels zur Stadtmeisterschaft.
Juri Solomko starb am 20. Juli 2022 im Alter von 83 Jahren nach langer Krankheit.